# قطعنامه ۱۲۰۷ شورای امنیت
قطعنامه ۱۲۰۷ شورای امنیت سازمان ملل متحد که در تاریخ ۱۷ نوامبر ۱۹۹۸ تصویب شد، سندی بین‌المللی دربارهٔ دادگاه جنایی بین‌المللی برای یوگسلاوی سابق است. این قطعنامه طی نشست ۳۹۴۴ام با ۱۴ رای موافق، ۰ مخالف و ۱ ممتنع تصویب شد.